# Mardrömmen (film, 1971)
Mardrömmen (engelska: Play Misty for Me) är en amerikansk psykologisk thrillerfilm från 1971, regisserad av Clint Eastwood. Filmen är hans regidebut och han medverkar även med Jessica Walter och Donna Mills som medspelare. Manuset, skrivet av Jo Heims och Dean Riesner, följer en radiodiscjockey (Eastwood) som förföljs av en besatt kvinnlig fan (Walter).
Filmen var en måttligt ekonomisk framgång, där Walter fick beröm för sin första stora filmroll och fick en Golden Globe-nominering för bästa kvinnliga huvudroll i en film - Drama.
Jazzmusikerna Johnny Otis, Joe Zawinul och Cannonball Adderley framträder som sig själva i scener tagna på den verkliga Monterey Jazz Festival 1970.